# كود بن
كود بن (بالإنجليزية: CodePen)‏ هو مجتمع عبر الإنترنت لمصممي ومطوري الويب لعرض مهاراتهم في الترميز لاختبار وعرض وتحرير قصاصات كود HTML وأوراق الأنماط المتتالية وجافا سكريبت التي أنشأها المستخدم، ويمكن للمطورين إنشاء مقتطفات واختبارها من التعليمات البرمجية، تسمى «الأقلام».

## التاريخ
تم تأسيسها في عام 2012 من قبل مطوري البرامج الكاملة Alex Vazquez و Tim Sabat ومصمم الواجهة الأمامية Chris Coyier.

## وصلات خارجية
- موقع كود بن